# Eduard Dierick

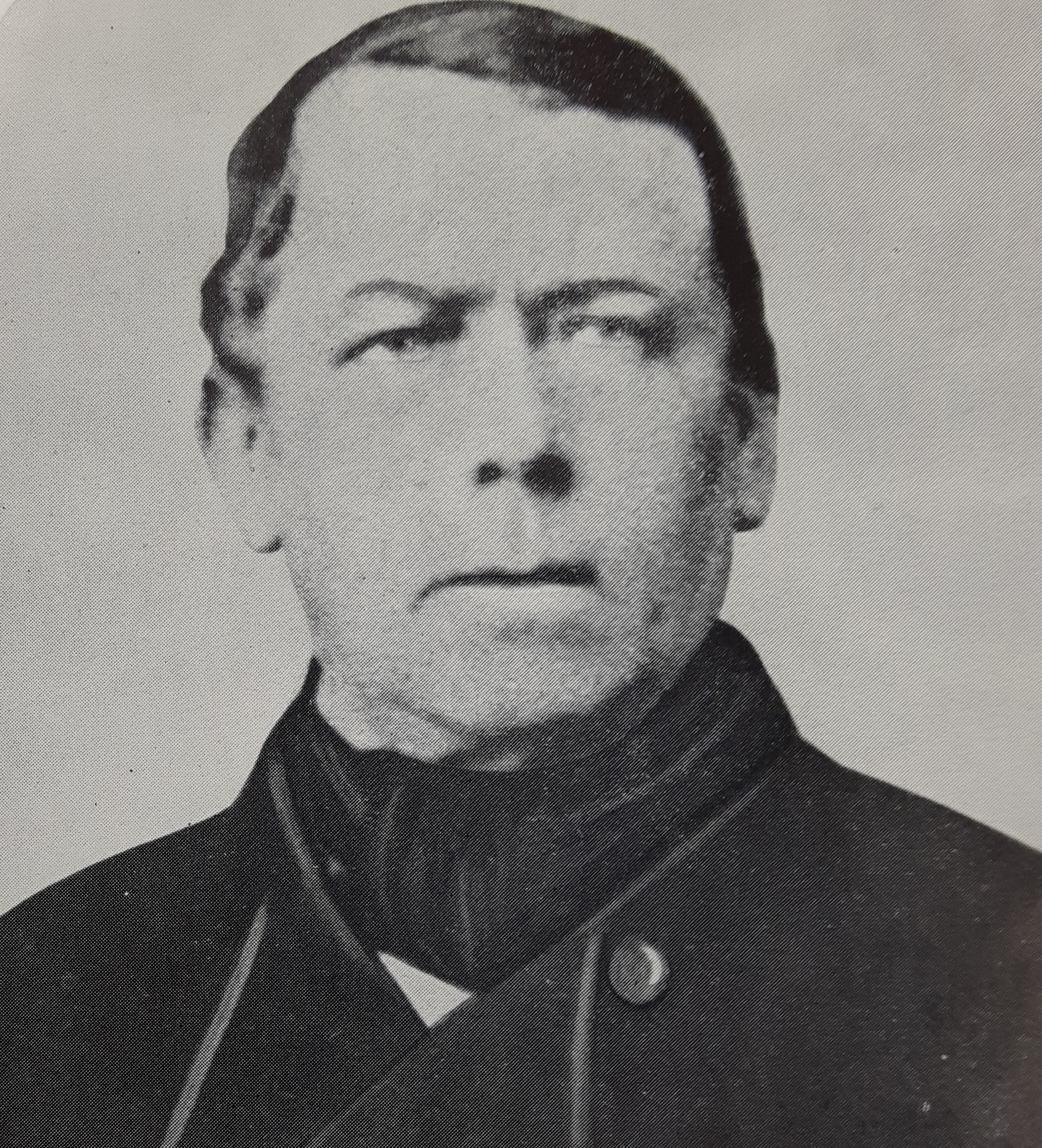
Eduard Dierick

Eduard Dierick (Izegem, 1800 - Izegem, 1875) wordt vaak gezien als een van de grondleggers van de Izegemse luxeschoennijverheid. 

## Levensloop
Het leven van Eduard Dierick begint vrij zorgeloos. Hij wordt naar een gerenommeerde school in Ingelmunster gestuurd om daarna aan het College van Roeselare te gaan studeren. Omdat Napoleon dit college afschafte, zou hij naar een grootstad moeten gaan om te studeren. Zijn moeder stond daar weigerachtig tegenover, dus moest Eduard noodgedwongen het schoenmakersambacht aanleren. Hij gaat in de leer bij zijn vader, maar tot op zijn 18e verjaardag heeft Eduard nog niet veel meer gedaan dan zolen naaien, schoenen poetsen en dergelijke andere “simpele” taken. Maar dan komt zijn vader te overlijden en kan hij niet anders dat het atelier overnemen. Mede dankzij de steun van een zijn vaders trouwe werkmannen en de raad van zijn moeder, weet Eduard zich te ontpoppen tot een van de bekwaamste schoenmakers van Izegem.
Zijn vakkennis wordt duidelijk wanneer hij ertoe komt om schoenen met koperen nageltjes te nagelen terwijl daarvoor de zolen aan elkaar genaaid werden of soms ook houten tappen of nagels gebruikt werden. In 1830 krijgt hij hiervoor een octrooi van koning Willem I. Als dank maakt Eduard een paar geoctrooieerde laarzen voor de koning. Een aantal jaren later maakt Eduard ook een paar prachtige laarzen voor de koning van België, Leopold I, die op een nijverheidstentoonstelling in Brussel geëxposeerd worden. Doordat Eduard Dierick nu ook meer schoenen begon te maken voor adellijke families, begon hij als luxeschoenmaker gekend te worden. Zijn schoenen werden in vele grote Europese steden geprezen en gedragen. Dit betekende voor vele andere Izegemse schoenmakers de aanzet om ook luxe schoenen te fabriceren.
Naast het feit dat Eduard een briljante technische vakkennis beheerst en op deze manier prachtschoenen maakt, is hij ook gekend als uitstekend leermeester. In tegenstelling tot andere schoenmakerspatroons, waar de knechten thuis werkten, laat hij zijn werkmannen bij hem werken. Zo krijgen ze een bijzondere opleiding van de leermeester zelf. Een aantal van hen gaan later als zelfstandige beginnen en groeien uit tot de beste schoenmakersbazen van Izegem.
Eduard Dierick mag dus steevast als grondlegger van de Izegemse luxeschoennijverheid beschouwd worden. Door zijn technische meesterwerken en het overdragen van zijn vakkennis aan zijn leerlingen, krijgt de Izegemse schoennijverheid al vroeg in de 19de eeuw een uitstraling die tot ver buiten de nationale grenzen reikt. Naast zijn belang als schoenmaker, is Eduard vaak terug te vinden in sociaal-culturele organisaties van Izegem in die tijd waar hij zijn steentje bijdraagt aan de maatschappij.